# The Amboy Dukes
Amboy Dukes sono stati un gruppo rock formato a Chicago nel 1965.

## Storia
Nel 1965 Ted Nugent formò una prima volta la band a Chicago e successivamente nel 1967 una seconda volta con John Drake, il chitarrista ritmico Steve Farmer, il bassista Bill White, il tastierista Rick Lober ed il batterista Dave Palmer.
Ted, che componeva la musica, utilizzava nelle sue esibizioni la chitarra Gibson Byrdland, mentre Farmer era l'addetto ai testi. Il loro primo album fu The Amboy Dukes, seguito da Journey to the Center of the Mind.
I membri del gruppo cambiarono: Rusty Day sostituì Drake, Palmer abbandonò il gruppo, Day e Solomon vennero allontanati, e furono prodotti album come Migration e Marriage on the Rocks/Rock Bottom. Si decise di cambiare il nome alla band in "Ted Nugent & the Amboy Dukes" a partire dagli anni settanta, pubblicando gli album Survival of the Fittest: Live del 1971, Call of the Wild del 1973 e Tooth, Fang & Claw 1974. In seguito Nugent decise di iniziare la sua attività di solista, sciogliendo la band nel 1975.

## Discografia

### Album in studio
- 1967 - The Amboy Dukes
- 1968 - Journey to the Center of the Mind
- 1969 - Migration
- 1970 - Marriage on the Rocks/Rock Bottom
- 1974 - Call of the Wild
- 1974 - Tooth, Fang & Claw

### Live
- 1971 - Survival of the Fittest: Live
- 1974 - Yeeoww! (bootleg)

### Raccolte
- 1975 - Dr. Slingshot
- 1987 - The Ultimate Collection

## Formazione

### Ultima
- Andy Jezowski - voce
- Ted Nugent - chitarra, voce
- Gabe Magno - tastiere
- Rob Grange - basso
- Vic Mastrianni - batteria

### Membri precedenti
- Rick Lober - pianoforte, organo
- Bill White - basso
- Dave T.T. Palmer - batteria
- Andy Solomon - pianoforte, organo, voce
- Greg Arama - basso
- Dave Palmer - batteria
- Michael John Drake - voce
- Steve Farmer - chitarra